# Thomas J. Fogarty
Thomas J. Fogarty (* 25. Februar 1934 in Cincinnati) ist ein US-amerikanischer Chirurg und Erfinder des Fogarty-Katheters (Thrombektomie-Katheter, 1962).
Fogarty war ein schlechter Schüler (ursprünglich wollte er Boxer werden), zeigte aber schon früh Begabung im Basteln. In seiner Schulzeit arbeitete er als Techniker und bei der Säuberung chirurgischer Instrumente im Good Samaritan Hospital in Cincinnati. Er wurde auf Probe an der Xavier University in Cincinnati zugelassen, ermutigt durch den Gefäßchirurgen Jack Cranley, der sein Mentor wurde, und erhielt dort 1956 einen Bachelor in Biologie. Danach studierte er am University of Cincinnati College of Medicine mit dem M.D. 1960. Anschließend absolvierte er seinen Arzt im Praktikum (Internship) und seine Facharztausbildung (Residency) als Chirurg an der University of Oregon Medical School in Portland. Ab 1969 lehrte er an der Stanford University Medical School und war dort kardiovaskulärer Chirurg.
Er gründete 2007 in Mountain View in Kalifornien das Fogarty Institute of Innovation als Non-Profit-Organisation auf dem Campus des El Camino Hospitals, das Erfinder auf medizinischem Gebiet ausbildet und betreut.
Er erfand verschiedene Geräte in der Gefäßchirurgie wie den Fogarty-Katheter, einen Ballonkatheter, mit dem Blutpfropfen aus den Arterien entfernt wurden. Diese waren in den 1950er Jahren eine häufige Todesursache bei Operationen und die chirurgische Entfernung mit einer hohen Sterblichkeit verbunden. Fogarty bastelte selbst noch während seines Studiums einen Ballonkatheter aus einem Harnröhrenkatheter und einem Teil eines Chirurgenhandschuhs aus Latex für den Ballon. Das Hauptproblem war, einen Klebstoff zu finden, der das Vinyl des Katheters mit dem Latex verband. Fogarty gelang dies durch Techniken im Fliegenfischen, die er als Kind gelernt hatte. Unterstützt wurde er durch seinen Mentor, den Chirurgen Jack Cranley. Da er keine Firma fand, die das für ihn entwickeln wollte (man nahm ihn nicht ernst), probierte er seine eigene Entwicklung während seiner Residency mit Unterstützung seines Chefarztes Al Starr bei Operationen aus. Sein Chef empfahl ihm den Elektroingenieur Lowell Edwards, der eine eigene kleine Firma hatte, und nachdem er den Ballonkatheter 1963 patentiert hatte, produzierte Edwards Life Sciences in Irvine (Kalifornien) ab 1969 die Katheter. Über die Methode publizierte er 1965.
Ab 1965 wurde sein Ballonkatheter auch zur Angioplastie verwendet und er entwickelte modifizierte Katheter für Biopsien. Mit seinen Erfindungen war er auch einer der Pioniere der minimal-invasiven Chirurgie. Mit Warren Hancock entwickelte er eine Herzklappe aus Schweineherzen, die erste ihrer Art. Außerdem erfand er Klammern und Clips, um Gefäße während Operationen zu verschließen, und einen mit einem aufblasbaren Ballon gedehnten Stent, mit dem er die Gefäßwände bei Aneurysmen der Aorta im Unterleib verstärkte. Er hält mehr als 63 US-Patente für medizinische Erfindungen und gründete auch selbst Firmen, um diese zu vermarkten, so 1980 Fogarty Engineering, und Venture Capital Firmen für Medizintechnik.
1987 wurde er Ehrendoktor der Xavier University. 2000 erhielt er den Lemelson-MIT-Preis und 2008 wurde er Mitglied der National Academy of Engineering. 2012 erhielt er die National Medal of Technology and Innovation und 2001 wurde er in die National Inventors Hall of Fame aufgenommen.
In den 1970er Jahren gründete er ein Weingut in Kalifornien (Santa Cruz Mountains), das inzwischen in der Familie weitergegeben wurde.